# هایکوهی گاراگاش
هایکوهی گاراگاش (ارمنی: Հայկուհի Գարագաշ؛  زادهٔ ۳ مهٔ ۱۹۰۰ - درگذشته ۳۰ آوریل ۱۹۷۳) بازیگر اهل ارمنستان بود. وی بین سال‌های - تا - میلادی فعالیت می‌کرد.

## زندگی‌نامه
وی در ۳ مهٔ ۱۹۰۰ در تفلیس به دنیا آمد . وی در تئاتر دراماتیک دولتی وارطان آجمیان گیومری، انستیتو دولتی هنرهای زیبای-نمایشی ایروان و فرهنگستان دولتی تئاتر سوندوکیان فعالیت می‌کرد. وی همچنین برنده جوایزی همچون هنرمند شایسته ارمنستان شوروی (۱۹۶۰) شد. وی در ۳۰ آوریل ۱۹۷۳ در سن ۷۲ سالگی در ایروان درگذشت.

## گزیده فیلمشناسی
از فیلم‌ها یا برنامه‌های تلویزیونی که وی در آن نقش داشته‌است می‌توان به پیش از غروب (۱۹۶۱)، ترانه نخستین عشق (۱۹۵۸) اشاره کرد.